# Icariomima coeruleiventris
Icariomima coeruleiventris är en tvåvingeart som beskrevs av Günther Enderlein 1914. Icariomima coeruleiventris ingår i släktet Icariomima och familjen rovflugor. Inga underarter finns listade i Catalogue of Life.